# Mesoleptus
Mesoleptus är ett släkte av steklar som beskrevs av Johann Ludwig Christian Gravenhorst 1829. Mesoleptus ingår i familjen brokparasitsteklar.

## Dottertaxa tillMesoleptus, i alfabetisk ordning[1][2]
- Mesoleptus adaequator
- Mesoleptus adversarius
- Mesoleptus aequilatus
- Mesoleptus aggressorius
- Mesoleptus agilis
- Mesoleptus agnatus
- Mesoleptus albolineatus
- Mesoleptus alticola
- Mesoleptus ambiguus
- Mesoleptus ambulator
- Mesoleptus anceps
- Mesoleptus anguinus
- Mesoleptus angustulus
- Mesoleptus annexus
- Mesoleptus anxius
- Mesoleptus apertus
- Mesoleptus approximatus
- Mesoleptus arridens
- Mesoleptus arrogans
- Mesoleptus assimilis
- Mesoleptus attenuatus
- Mesoleptus auxiliarius
- Mesoleptus beneplacitus
- Mesoleptus biguttulus
- Mesoleptus binoculus
- Mesoleptus binominatus
- Mesoleptus biosteres
- Mesoleptus bipartitus
- Mesoleptus bizonulis
- Mesoleptus blandus
- Mesoleptus borealis
- Mesoleptus brevis
- Mesoleptus callidus
- Mesoleptus carinatus
- Mesoleptus circumspectus
- Mesoleptus coarctatus
- Mesoleptus commixtus
- Mesoleptus complacens
- Mesoleptus comptus
- Mesoleptus concinnus
- Mesoleptus concors
- Mesoleptus confusus
- Mesoleptus congener
- Mesoleptus contrarius
- Mesoleptus cooperator
- Mesoleptus coxalis
- Mesoleptus cupidus
- Mesoleptus curiosus
- Mesoleptus cursitans
- Mesoleptus davisii
- Mesoleptus debilitatus
- Mesoleptus deceptor
- Mesoleptus declinans
- Mesoleptus declivus
- Mesoleptus defectivus
- Mesoleptus definitus
- Mesoleptus delicatus
- Mesoleptus derasus
- Mesoleptus despectus
- Mesoleptus devotus
- Mesoleptus difformis
- Mesoleptus diminutus
- Mesoleptus distans
- Mesoleptus distinctus
- Mesoleptus egregius
- Mesoleptus elaphrus
- Mesoleptus elegantulus
- Mesoleptus elongatus
- Mesoleptus enodis
- Mesoleptus erugatus
- Mesoleptus evagator
- Mesoleptus evanescens
- Mesoleptus exaequatus
- Mesoleptus exhaustorius
- Mesoleptus exiguus
- Mesoleptus exstinctus
- Mesoleptus exstirpator
- Mesoleptus exstirpatus
- Mesoleptus fallax
- Mesoleptus fasciatus
- Mesoleptus filicornis
- Mesoleptus filiventris
- Mesoleptus flexibilis
- Mesoleptus foveolatus
- Mesoleptus fractus
- Mesoleptus fulvipes
- Mesoleptus fundatus
- Mesoleptus futilis
- Mesoleptus gallicus
- Mesoleptus gemellus
- Mesoleptus genitor
- Mesoleptus genuinus
- Mesoleptus glabriculus
- Mesoleptus glaucus
- Mesoleptus gracilis
- Mesoleptus gracillimus
- Mesoleptus gratiosus
- Mesoleptus gravabilis
- Mesoleptus homologus
- Mesoleptus hospitans
- Mesoleptus humilis
- Mesoleptus hypoleptus
- Mesoleptus ignotus
- Mesoleptus impotens
- Mesoleptus incitus
- Mesoleptus inclinator
- Mesoleptus incolumis
- Mesoleptus incompletus
- Mesoleptus ineditus
- Mesoleptus infestus
- Mesoleptus infirmus
- Mesoleptus infligens
- Mesoleptus intermedius
- Mesoleptus intermixtus
- Mesoleptus internecivus
- Mesoleptus invalidus
- Mesoleptus invidiosus
- Mesoleptus invitus
- Mesoleptus jucundus
- Mesoleptus juvenilis
- Mesoleptus labilis
- Mesoleptus laevigatus
- Mesoleptus lateralis
- Mesoleptus laticinctus
- Mesoleptus lepidus
- Mesoleptus leptodomus
- Mesoleptus leptogaster
- Mesoleptus leucostomus
- Mesoleptus levis
- Mesoleptus limitaris
- Mesoleptus marginatus
- Mesoleptus maurus
- Mesoleptus melanocerus
- Mesoleptus melanurus
- Mesoleptus mesomeristus
- Mesoleptus mirabilis
- Mesoleptus mitis
- Mesoleptus molestus
- Mesoleptus navus
- Mesoleptus nefastus
- Mesoleptus neglectus
- Mesoleptus nemophilus
- Mesoleptus nitidulus
- Mesoleptus nosophorus
- Mesoleptus novellus
- Mesoleptus obscurellus
- Mesoleptus occultus
- Mesoleptus oligomerus
- Mesoleptus olistherus
- Mesoleptus onerosus
- Mesoleptus optabilis
- Mesoleptus opulentus
- Mesoleptus palpator
- Mesoleptus percussor
- Mesoleptus perditorius
- Mesoleptus peregrinus
- Mesoleptus petiolaris
- Mesoleptus pontresinensis
- Mesoleptus pravus
- Mesoleptus prolixus
- Mesoleptus pronus
- Mesoleptus propinquus
- Mesoleptus propugnator
- Mesoleptus punctiger
- Mesoleptus purus
- Mesoleptus quadrituberculatus
- Mesoleptus quietus
- Mesoleptus raptor
- Mesoleptus reclinator
- Mesoleptus remotus
- Mesoleptus renitens
- Mesoleptus requirens
- Mesoleptus retractus
- Mesoleptus ripicola
- Mesoleptus ruficoxatus
- Mesoleptus rufipes
- Mesoleptus rufiventris
- Mesoleptus sapporensis
- Mesoleptus scrutator
- Mesoleptus seductorius
- Mesoleptus segregatus
- Mesoleptus semiflavus
- Mesoleptus signatus
- Mesoleptus silesiacus
- Mesoleptus similatorius
- Mesoleptus singularis
- Mesoleptus sobrius
- Mesoleptus solitarius
- Mesoleptus sollicitus
- Mesoleptus speciosus
- Mesoleptus speculum
- Mesoleptus spoliator
- Mesoleptus subcompressus
- Mesoleptus subdentatus
- Mesoleptus subimpressus
- Mesoleptus subrugosus
- Mesoleptus subsulcatus
- Mesoleptus subtilis
- Mesoleptus taeniolatus
- Mesoleptus tenellus
- Mesoleptus tenuiventris
- Mesoleptus tobiasi
- Mesoleptus transversor
- Mesoleptus trepidus
- Mesoleptus tribulator
- Mesoleptus trifoveolatus
- Mesoleptus tripunctus
- Mesoleptus unipunctus
- Mesoleptus unitus
- Mesoleptus vacuus
- Mesoleptus vetustus
- Mesoleptus vicinus
- Mesoleptus vigilatorius
- Mesoleptus vilis
- Mesoleptus volubilis